# Strzebielinek
Strzebielinek (kaszb. Strzébiélënk) – osada w Polsce położona w województwie pomorskim, w powiecie wejherowskim, w gminie Gniewino. 
Położona w większości na terenie leśnym lasów kaszubskich, niedaleko górnego zbiornika największej w Polsce elektrowni szczytowo-pompowej "Żarnowiec". 
Wieś jest częścią składową sołectwa Gniewino. Do 2024 r. miejscowość była osadą wsi Strzebielinko. W latach 1975–1998 miejscowość administracyjnie należała do województwa gdańskiego.
Nazwa Strzebielinek zapisała się niezbyt korzystnie w historii najnowszej. W stanie wojennym na terenie funkcjonującego tu Oddziału Zewnętrznego Zakładu Karnego w Wejherowie zorganizowano jeden z największych obozów internowania. Po 13 grudnia 1981 stał się on ośrodkiem odosobnienia działaczy oraz opozycjonistów powiązanych z Solidarnością. Tu internowani byli m.in. przyszły pierwszy premier III RP Tadeusz Mazowiecki, współzałożyciel KORu Jacek Kuroń, współtwórca NSZZ Solidarność Andrzej Gwiazda, dziennikarz, późniejszy rzecznik prasowy prezydenta Lecha Wałęsy i wybitny historyk Andrzej Drzycimski czy działacz opozycyjny i późniejszy prezydent Polski Lech Kaczyński (jako jeden z pierwszych osadzonych). 
Później po historycznych wydarzeniach z 1981 roku, na terenie dawnego obozu internowania założono Dom Pomocy Społecznej, który funkcjonuje do dziś. Na fasadzie starego muru więziennego w 2014 roku odsłonięto tablicę pamiątkową z inicjatywy byłych internowanych. 